# جیمز فیرمن
جیمز فیرمن (انگلیسی: James F. Fairman; ۸ آوریل ۱۸۹۶ – ۲۵ آوریل ۱۹۶۷) یک دانشمند بود.
وی همچنین برندهٔ جوایزی همچون مدال ادیسون انجمن مهندسان برق و الکترونیک شده است.